# 海员亭
海员亭，位于中国广东省广州市越秀区解放北路越秀公园内，为广州市的一个市、县级文物保护单位，类型为近现代重要史迹及代表性建筑，公布时间为1983年8月。
海员亭的历史年代为1932。